# اداره هیئت دولت بریتانیا
اداره هیئت دولت بریتانیا بخشی از دولت بریتانیا است که مسئولیت حمایت از نخست‌وزیر و کابینه را بر عهده دارد. این سازمان متشکل از واحدهای مختلفی است که از کمیته‌های کابینه حمایت می‌کنند و اجرای اهداف دولت را از طریق سایر بخش‌ها هماهنگ می‌کنند.

## وظایف
ارتقای کارایی و اصلاحات در سراسر دولت از طریق نوآوری، شفافیت، تدارکات بهتر و مدیریت پروژه، از طریق دگرگونی ارائه خدمات، و بهبود قابلیت خدمات ملکی.

## مقر
ساختمان اصلی این سازمان در شماره ۷۰ وایت هال، در مجاورت خیابان داونینگ است.